# 市川南ランプ
市川南ランプ（いちかわみなみランプ）は、兵庫県神崎郡市川町にある播但連絡道路のランプ。

## 接続する道路
- 町道
  - 兵庫県道34号西脇八千代市川線（間接接続）
  - 国道312号（間接接続）

## 周辺
- 市川町役場
- 市川高等学校
- 市川町立川辺小学校
- リフレッシュパーク市川
- かさがた温泉せせらぎの湯（笠形温泉）

## 隣
E95 播但連絡道路
(8) 福崎北ランプ - 福崎北TB - (9) 市川南ランプ - 市川SA - (10) 市川北ランプ